# Висконти, Карло (кардинал)
Карло Висконти (итал. Carlo Visconti; 1523, Милан — 12 ноября 1565, Рим) — миланский кардинал.

## Биография
Сын Чезаре Висконти, из линии синьоров Альбицати семьи Висконти, и Маргериты дель Конте.
В 1543 году был приписан к коллегии благородных юристов. В 1554 году вместе с Франческо Антонио Креспи и Бальдассаре Пустерлой был направлен к Филиппу, сыну императора Карла V, с поздравлениями по случаю его брака с Марией Тюдор и провозглашением королем Неаполя и миланским герцогом.
В том же году послы побывали в Нидерландах, где просили императора избавить их страну от чрезмерных налогов. В 1558 году Висконти был отправлен к Филиппу II с сообщением о безнадежном положении Милана, вынужденного создать ополчение за свой счет и в то же время обеспечивавшего испанские войска, проходившие через его территорию в Пьемонт, чтобы противостоять наступлению французов. В 1559 году был включен в Совет сорока. В 1560 году снова отправился в посольство в Испанию для обсуждения финансового положения Милана.
Стал миланским сенатором; в 1561 году отправился в Рим к своему соотечественнику Павлу IV, который назначил его апостолическим протонотарием, а 5 декабря сделал епископом Вентимильи. В этом качестве Висконти в 1562 году принял участие в Тридентском соборе.
В 1563 году был направлен нунцием в Испанию с целью добиться поддержки Филиппа II в преодолении возникших на соборе трудностей, препятствовавших его благополучному завершению. В награду за усилия и преданность Висконти 12 марта 1565 был возведен Пием IV в сан кардинала, а 6 июля назначен управлять епархией Монтефельтро, но умер в конце того же года. По обычаю того времени Карло Висконти сочинял стихи, печатавшиеся в поэтических сборниках, а также оставил несколько рукописей Отчетов двору (Relazioni di Corte), и сборник писем о соборных делах, изданный в Амстердаме в 1719 году.